# 潮白河
40°04′04″N 116°49′16″E / 40.0677371°N 116.8211543°E

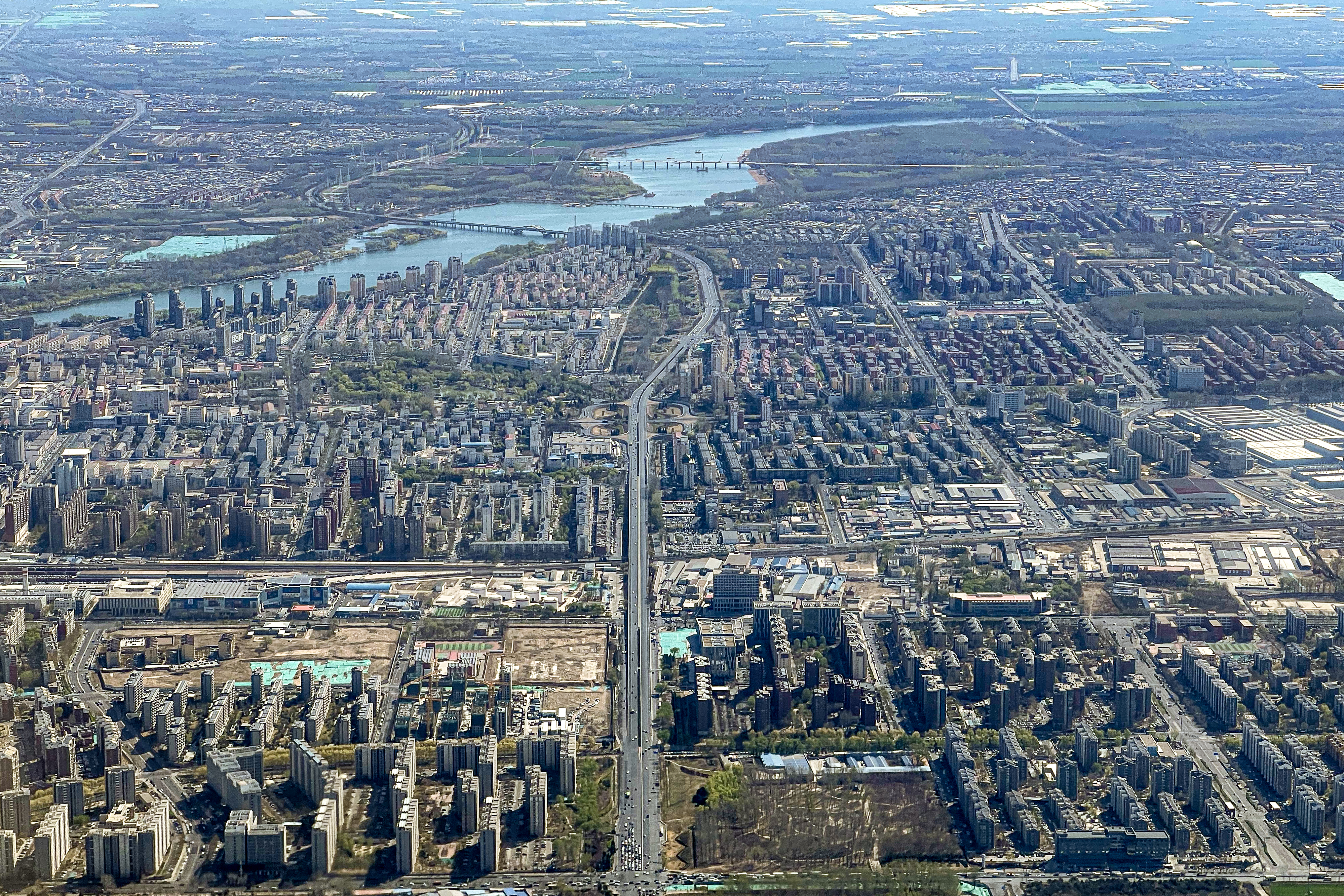
潮白河从顺义区中部过境

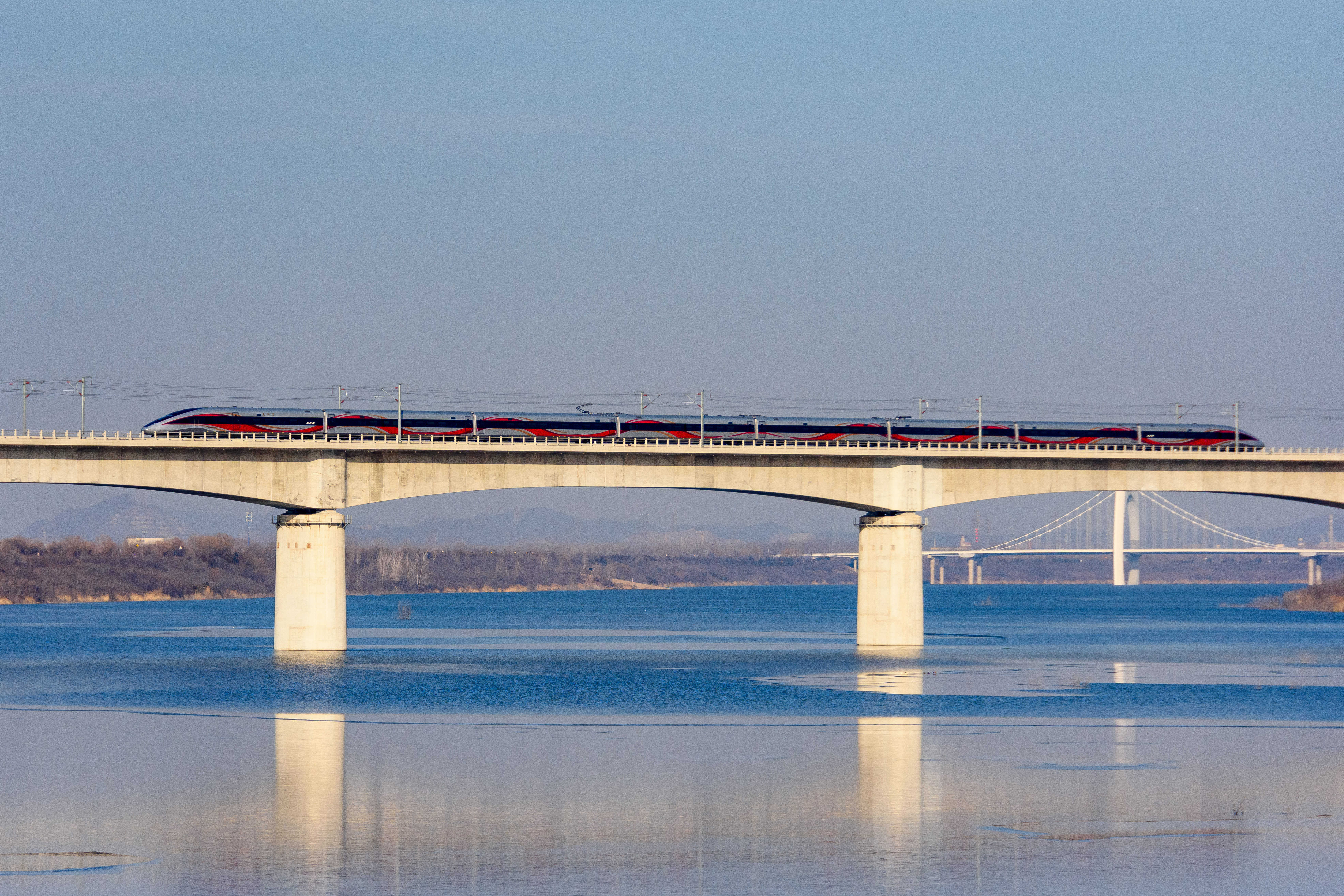
位于顺怀密三区交界处的京哈高铁潮白河特大桥

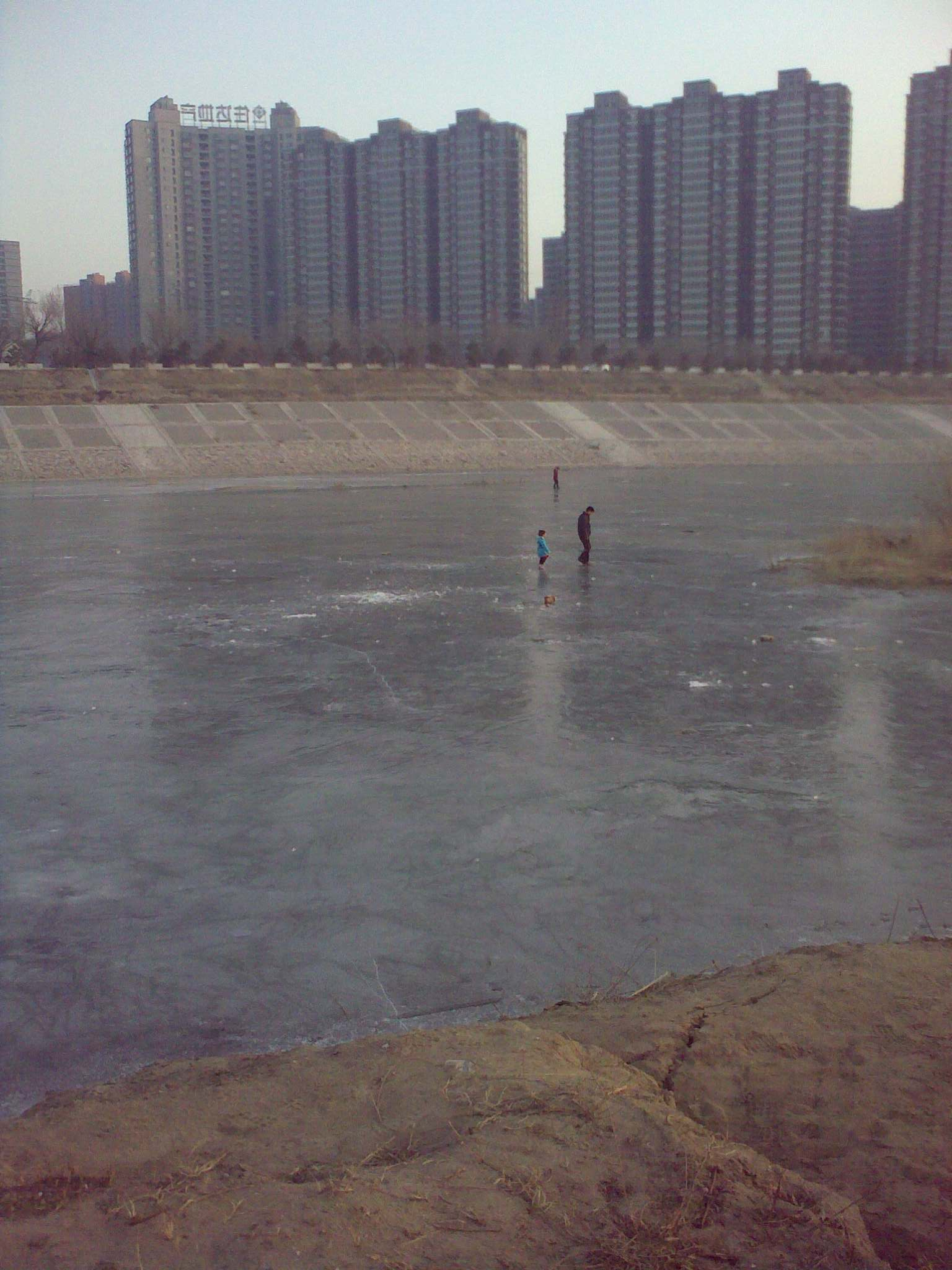
冰冻的潮白河在河北省廊坊市燕郊镇

潮白河，是北京地区的一条河流，属海河水系，长458公里。
素有“北京莱茵河”之称的潮白河，是京东的第一大河，被誉为顺义的母亲河。流经顺义32公里，水域面积14.8平方公里，河面宽度平均500米，最宽水面达800米，河道平均水深2.5米。已建成5闸8桥，实现了五级梯级蓄水，水深调控自如。沿潮白河建有順義奧林匹克水上公園是2008年北京奧運賽艇、皮划艇的場地，另與減河交滙處有顺义减河公园。

## 歷史
清朝末年以前，潮白河在通州同温榆河交汇，为北运河上源。光绪十二年（1882年）潮白河在通州平家疃漫口，入箭杆河。1916年北洋政府在顺义苏庄建拦河闸为北运河补水，当年即被冲毁。1922至1925年又在苏庄建拦河闸，1939年新闸又被冲毁。自此潮白河夺箭杆河，不再入北运河。
2021年5月29日5时左右，从潮白河上游远道而来的水头在白庙橡胶坝下与下游有水河道汇合，潮白河北京段22年来首次实现全线水流贯通。

## 水利设施
向阳闸，河南村橡胶闸坝，柳各庄和苏庄两座橡胶坝。

## 流经方向
发源于河北省沽源县，经赤城县，于白河堡进入北京市延庆县境，东流经怀柔区青石岭入密云县，沿途有黑河、汤河、白马关河等支流汇入，在张家坟附近注入密云水库。潮、白两河出库后，各自排放故道，于密云县城之西南的河漕村汇合后称潮白河。南流，经怀柔区、顺义区，至通州区，沿途有支流怀河、箭杆河来汇，于通州区牛牧屯出本市入河北省境，东流汇入海河而注渤海。
潮白河及其支流组成潮白河水系，本境流域面积6531平方公里，占全市面积33.4％，年均径流量10.22亿立方米，占全市水系总径流量的39.4％。两项均居全市首位。解放后，在这一水系上修建了密云水库、怀柔水库2座大型水库和5座中型水库、33座小型水库，总库容46.6867亿立方米，亦居全市各水系首位；以密云水库为引水源，通向市区的京密引水渠为北京市供水主动脉。潮河、白河的河道在历史上曾多次改道。东汉以前，潮河、白河各自入海；北魏时，在今通州区东北（潞县）汇合；以后，汇流点逐步向北迁移，至五代在今顺义区牛栏山地区汇流；明嘉靖三十四年（1555年），为利用潮白河通漕，经人工治理，始于密云县西南18里之河漕村汇流合。